# Deseti brat
Deseti brat, delo Josipa Jurčiča, velja za prvi slovenski roman. Izšel je leta 1866. Izhajal je v nadaljevanjih v Janežičevem Cvetju iz domačih in tujih logov s podnaslovom Izvirni roman. Motiv desetega brata je ljudski in prikazuje usodo desetega otroka v družini, češ da prinaša nesrečo (ljudska pesem Desetnica). Po romanu je Mirko Polič leta 1951 zložil istoimensko opero, Vojko Duletič pa je leta 1982 posnel film Deseti brat.

## Vsebina
Lovre Kvas je končal ljubljanski licej. Ni hotel ustreči materini želji, da bi študiral teologijo, ampak je hotel iti v daljna mesta v višje šole. Starši niso bili zadovoljni z njegovo odločitvijo, zato so mu odrekli podporo. Lovru je prišlo prav, da je po priporočilu dobil začasno službo učitelja sinu premožnega graščaka Benjamina G* na gradu Slemenice. Na poti proti Slemenicam je srečal desetega brata Martinka Spaka, ki je bil nezakonski sin graščaka Piškava, ki je izkoristil njegovo mater zaradi denarja, nato pa jo zapustil. Nadel si je vzdevek deseti brat, da bi se maščeval očetu za materino trpljenje. Lovre je bil čeden mladenič, star malo čez 20. Po mnenju profesorja iz Ljubljane je bil eden najbolj pridnih učencev. Na Slemenicah je nameraval ostati dve leti, nato pa nadaljevati šolanje na višjih šolah. Bil je slabotnega telesnega zdravja in trpel je materialno pomanjkanje. Zaljubil se je v Manico, hčer graščaka Benjamina. Tudi on je bil všeč njej in veliko sta se družila. Manica naj bi se poročila z Marijanom, sinom graščaka Piškava. Lovre se je bal tekmeca Marijana, saj je trdil, da sam Manice ni vreden. S tem se Manica ni strinjala in mu je cel čas vlivala pogum in samozavest. Starši so začeli sumiti čustva zaljubljencev, Manica pa je slišala njun pogovor, v katerem je graščak povedal, da bo moral Lovre s Slemenic, če je to res. Zaradi tega je bila Manica žalostna in ni hotela, da bi starša izvedela za njena čustva. Resnico je slišal Marijan, ki Manici ni hotel obljubiti, da ne bo ničesar povedal. Marijan in Lovre sta se sprla, prepir pa je slišal Martinek in posegel vmes. Z Marijanom sta se stepla in Marijan je po nesreči sprožil puško ter ustrelil Martinka. Marijan je obležal hudo poškodovan, za napad so obtožili Lovra, a se je razkrila resnica. Martinek je k sebi poklical Lovra in mu povedal zgodbo o svoji materi. Povedal mu tudi, da je on njegov bratranec. Maničina starša sta izvedela za ljubezen in sklenila, da bi bil Lovre primeren zet, če bi imel premoženje. Piškav je napisal pismo sinu, v katerem mu je povedal resnico, nato pa odšel neznano kam. Marijan je prepustil grad in Manico Lovru. Lovre in Manica sta zaživela na gradu Piškava, Lovre pa je izvedel, da je deseti brat umrl. Z Marijanom sta mu postavila spominek iz rezanega kamna.

## Interpretacija
V Desetem bratu se pojavlja veliko človeških usod, pojavljata se dve okolji, grajsko in vaško, in dva časa, zgodba desetega brata in sedanja. Vse to avtor poveže v spretno, berljivo pripoved, ki ima ljubezensko zgodbo, skrivnosti in celo elemente kriminalke. Pri tem Jurčič uporabi sintetično in analitično tehniko pisanja. Sintetična tehnika pripoveduje o času od Kvasovega prvega do ponovnega prihoda na Slemenice, analitično tehniko pa uporabi pri retrospekciji zgodbe Martinka Spaka. Berljivost romanu daje tudi humor, katerega predstavnik je vaški posebnež Krjavelj, napetost pa je ustvarjena s skrivnostmi prve zgodbe.
Deseti brat je rdeča nit romana in na eni strani povezuje zgodbo iz grajskega okolja, na drugi strani pa zgodbo iz vaškega okolja. Dvojnost v romanu opazimo tudi pri uporabi jezika. V grajskem okolju lahko rečemo, da uporablja slovenski meščanski jezik tedanjega časa. V vaškem okolju, ki ga sestavljajo preprosti kmečki ljudje pri Obrščaku, pa uporablja živ, izviren, duhovit jezik, ki se razlikuje od prvega.
Roman je kompozicijsko izredno spreten, vendar mu je Fran Levstik v zasebnem pismu Jurčiču očital nekatere slabosti: ni verjetno, da bi se Manica zaljubila v Lovra, ki namerava za mnogo let na Dunaj, ker bi bila ob njegovi vrnitvi za možitev prestara, Lovro Kvas je preveč čustven in nedejaven, odlično pa je naslikan Krjavelj. Očita mu tudi preveč romantičen, neljudski jezik, da se je premalo posvetil psihologiji oseb in da je čutiti gosposki Stritarjev vpliv. Celo pri »vaški sredini« Levstik ni bil povsem zadovoljen, češ da je naslikal preveč revežev, kot da Slovenci ne bi imeli bogatih kmetov.
V Desetem bratu srečamo romantično-realistično dvojnost. Lovre Kvas je sprva zelo čustvena oseba, želi pa ravnati razumsko. Moti ga pridobitniški svet (tipično romantično), v odnosu do Manice pa ga vedno zanesejo čustva in se večkrat pusti zmesti. Vendar proti koncu romana odide na Dunaj, kjer doštudira in postane doktor prava, zato je na koncu romana izrazito realističen. Tudi Manica je zaljubljena, vendar je realistična oseba in je veliko stvarnejša in dejavnejša od Lovreta. Martinek Spak je izrazito romantičen s svojo skrivnostjo, s skrajno čustvenimi reakcijami, z intenzivno ljubeznijo do matere in izredno močnim sovraštvom do očeta (maščevanje). Romantičnost opazimo tudi v popisovanju t. i. skrivnostnih dogodkov in v retrospekciji. Realističnost pa srečamo pri opisovanju običajnih kmečkih shodov pri Obrščaku in v zaključku romana.

## Vir in literatura
- Josip Jurčič. Deseti brat. Ljubljana: Mladinska knjiga, 1960 (Knjižnica Kondor, Izbrana dela iz domače in svetovne književnosti, 37).
- Boris Paternu. Jurčičev Deseti brat in njegovo mesto v slovenski prozi. V: Josip Jurčič. Deseti brat. Ljubljana: Mladinska knjiga, 1960 (Knjižnica Kondor, Izbrana dela iz domače in svetovne književnosti, 37). 206–220.